# Charactopygus atratus
Charactopygus atratus är en mångfotingart som först beskrevs av Karsch 1881.  Charactopygus atratus ingår i släktet Charactopygus och familjen Spirostreptidae. Inga underarter finns listade i Catalogue of Life.